# شمشیر عذاب
شمشیر عذاب (به ژاپنی: 大菩薩峠 Dai-bosatsu Tōge) فیلمی در ژانر درام به کارگردانی کی‌هاچی اوکاموتو است که در سال ۱۹۶۶ اکران شد. از بازیگران آن می‌توان به تاتسویا ناکادای، میچیو آراتاما، توشیرو میفونه، ریوسوکه کاگاوا و کونیه تاناکا اشاره کرد.

## داستان
ماجرای فیلم شمشیر عذاب، داستان زندگی ریونوسوکه تسوکو (تاتسویا ناکادای) یک سامورایی بی‌اخلاق و یک استاد شمشیر زن غیرمتعارف را دنبال می‌کند. فیلم با صحنه قتل یک پیرمرد بودایی در گذرگاه کوهستانی به توسط ریونوسوکه آغاز می‌شود. این پیرمرد به همراه نوه‌اش که دختری نوجوان است سفر می‌کرد. در این گذرگاه پیرمرد در خلوت برای مرگ خود دعا می‌کند. چهره ریونوسوکه در حین ارتکاب قتل خونسرد است و به نظر می‌رسد او هیچ احساسی ندارد. فردای آن روز قرار است مسابقه شمشیربازی برگزار شود و همسر حریف در قبال ارایه رشوه جنسی به ریونوسوکه از او می‌خواهد در مسابقه مغلوب شوهرش شود. حریف وی قبل از مسابقه از این ماجرا اطلاع می‌یابد و همسرش را طلاق می‌دهد. عصبانیت وی از ریونوسوکه در طول مسابقه باعث می‌شود که وی پس از اعلام داور مبنی بر تساوی، اقدام به حمله غیرقانونی کند و ریونوسوکه که شمشیر زن قابلی است، او را با یک ضربه می‌کشد. وی پس از کشته شدن مرد، از شهر می‌گریزد و در راه هواداران مقتول به او حمله می‌کنند. ریونوسوکه همه را از دم تیغ می‌گذراند و با همسر سابق مقتول همراه می‌شود.
دو سال می‌گذرد. ریونوسوکه به شینسنگومی می‌پیوندد، نوعی پلیس نیمه رسمی متشکل از رونین‌ها (رونین: سامورایی بی‌پناه پس از مرگ اربابش) که از خاندان شوگون‌سالاری توکوگاوا حمایت می‌کنند. ریونوسوکه در تمام تعاملات خود، خواه کشتن مرد یا در خانه با معشوقه و فرزند خرسال خود، به ندرت احساسات را دخیل می‌کند. در چهره او یک خیرگی شیشه‌ای ثابت شده‌است که حاکی از جنون آرام اوست.
سرانجام ریونوسوکه مطلع می‌شود که برادر کوچکتر مقتول به دنبال او برای انتقام است. او قصد دارد این جوان را ملاقات کند و او را بکشد، اما قبل از اینکه دوئل برگزار شود، دو اتفاق رخ می‌دهد که اعتماد به نفس او را لرزاند. در یک عملیات ترور، گروه او به‌طور ناخواسته با یک استاد شمشیربازی شیمادا تورانسوکه (توشیرو میفونه) برخورد می‌کنند که واقعاً شکست‌ناپذیر است. در همان شب، معشوقه ریونوسوکه، در اقدامی جنون آمیز، سعی می‌کند او را در خواب با خنجر بکشد. ولی ریو پیشدستی کرده او را با فروکردن شمشیر در قلبش می‌کشد. کودک شیرخوارش در بستر خود شروع به داد و فریاد می‌کند و بعد از آن مشخص نمی‌شود که برای کودک چه اقدامی کرد. شبانه خانه را ترک کرده و در صحنه بعد همراه گروهی سامورایی در خانه ایریان (منزل گیشا‌ها) در منطقه شیمابارا در کیوتو نشسته‌است. در آنجا، در یک اتاق آرام (و به او گفته می‌شود خالی از سکنه)، او شروع به دیدن ارواح همه افرادی می‌کند که قبلاً به قتل رسانده‌است. علاوه بر این، سخنان شیمادا را نیز در گوش خود می‌شنود: "شمشیر روح است. "روح خود را بشناسید تا شمشیر را بشناسید. ذهن شیطانی، شمشیر شیطانی خواهد داشت". ضربه نهایی وقتی به وی اصابت می‌کند که متوجه می‌شود که خدمت‌گذاری که برای او فرستاده شده‌است، نوه همان پیرمردی است که وی در ابتدای فیلم به قتل رسانده‌است.
بعد از آن رفتارهای ریونوسوکه به گونه‌ای است که به نظر می‌رسد دچار جنون تمام عیار شده‌است. او به سایه ارواح اطرافش با شمشیر حمله می‌کند و پس از تخریب تمام دیوارهای نازک کاغذی و حصیری با گروهی سامورایی مسلح که به نظر می‌رسد تعداد آنها صدها نفر است، مبارزه‌ای طولانی را شروع می‌کند. خانه در حال سوختن است و ریونوسوکه مشغول دروکردن سامورایی‌ها است. گرچه همه را از دم می‌کشد ولی آنها توانستند زخمهای متعدد غیرکاری بر او وارد کنند. خونریزی، چهره عصبانی، لنگیدن، استفاده از شمشیر به‌عنوان عصا همه دلالت بر زخمهایی هستند که می‌توانند کم‌کم ریونوسوکه را از پای درآورند. او به کلیسا می‌رود، برای آخرین بار شمشیر خود را بالا می‌برد و فیلم به پایان می‌رسد در حالی که تصویر قاب فریز ریونوسوکه در میانه تصویر دیده می‌شود.